# Les Apparences (roman)
Pour l’article homonyme, voir Les Apparences.
Les Apparences (Gone Girl) est un roman policier de l'écrivaine américaine Gillian Flynn, paru en 2012. Il a été publié par Crown Publishing Group en juin 2012. Le roman a été populaire et a figuré sur la liste des best-sellers du New York Times. Le sentiment de suspense du roman vient de la question de savoir si Nick Dunne est responsable de la disparition de sa femme Amy.

## Personnages

### Personnages principaux
- Amy Elliott Dunne : Le personnage principal, qui disparaît de chez elle au début du roman. Elle a été la source d'inspiration de la série de livres pour enfants « Amazing Amy » de ses parents psychologues
- Lance Nicholas ("Nick") Dunne :  Le mari d'Amy. Il a travaillé comme journaliste après avoir déménagé à New York. Lui et Amy sont retournés dans sa ville natale
- Margo ("Go") Dunne : la sœur jumelle de Nick, avec qui il possède un bar et a une relation étroite
- Tanner Bolt : l'avocat de Nick, un avocat de la défense spécialisé dans la défense des maris accusés d'avoir assassiné leur épouse.
- Betsy Bolt : l'épouse de Tanner qui aide Nick à mieux performer lors des interviews avec les médias

### Personnages récurrents
- Jim Gilpin : Un détective qui a participé à l'enquête de Nick. Nick le décrit comme ayant « des poches charnues sous les yeux » et « des poils blancs hirsutes dans sa moustache »
- Rhonda Boney : Une détective qui a participé à l'enquête de Nick. Nick la décrit comme « laide », bien qu'il dise avoir une « affinité » pour les « femmes laides »
- Andie Hardy : une femme d'une vingtaine d'années qui a une liaison sexuelle avec Nick
- Hilary Handy : ancienne amie d'Amy et « acolyte de Suzy » pendant sa première année de lycée. Elle a été accusée d'avoir poussé Amy dans un escalier
- Tommy O'Hara : un chroniqueur humoristique qui a eu une relation avec Amy il y a sept ans
- Desi Collings : Le petit ami d'Amy au lycée, qui est riche et était obsédé par Amy. Dans leur jeunesse.

## Synopsis
Un matin, Nick découvre que sa femme Amy a disparu de leur luxueuse maison. La police découvre des indices qui laissent penser à une mort brutale. Nick est désormais soupçonné d'avoir commis le crime.

## Création
Gillian Flynn est une ancienne auteure pour Entertainment Weekly qui a écrit deux romans populaires avant Les Apparences — Sur ma peau  et Les Lieux sombres, Flynn admet avoir mis un peu d'elle-même dans le personnage de Nick Dunne. Comme Dunne, elle était une écrivaine de culture populaire. De plus, comme Dunne, elle a été licenciée après de nombreuses années au même poste.  Flynn a déclaré : « J'ai certainement intégré cette expérience, ce sentiment d'avoir quelque chose que vous alliez faire pour le reste de votre vie et de voir cette possibilité vous être retirée... J'ai définitivement intégré ce sentiment d'agitation et de nervosité dans le personnage de Nick. »,

## Réception
Les Apparences a été numéro 1 sur la liste des best-sellers de fiction à couverture rigide du New York Times pendant huit semaines.  Il a également été vingt-six semaines sur la liste des best-sellers de fiction à couverture rigide de la National Public Radio.  L'écrivain culturel Dave Itzkoff a écrit que le roman était, à l'exception des livres de la trilogie Cinquante Nuances, le plus grand phénomène littéraire de 2012. À la fin de sa première année de publication, Les Apparences s'était vendu à plus de deux millions d'exemplaires en éditions imprimées et numériques, selon l'éditeur du livre.  En 2016, le livre s'était vendu à plus de 15 millions d'exemplaires.  En 2019, il a été signalé que le livre s'était vendu à 20 millions d'exemplaires.

## Adaptations

### Livre audio
Les Apparences a été enregistré en livre audio par Random House, avec les voix de Julia Whelan dans le rôle d'Amy Dunne et de Kirby Heyborne dans celui de Nick Dunne. Il s'agit d'une édition intégrale sur quinze disques compacts et il faut 19,25 heures pour l'écouter dans son intégralité.

### Adaptation cinématographique
La société de production cinématographique de l'actrice américaine Reese Witherspoon et la 20th Century Fox ont acheté les droits d'adaptation cinématographique des Apparences, pour lesquels ils ont payé 1,5 million de dollars. L'auteur du roman, Gillian Flynn, a été engagée pour écrire le scénario. Reese Witherspoon a produit la version cinématographique avec Leslie Dixon, Bruna Papandrea et Ceán Chaffin. Reese Witherspoon a été attirée par le scénario en raison de son personnage féminin fort et de son utilisation de perspectives multiples et de sa structure non linéaire. En mai 2013, il a été annoncé que David Fincher serait nommé réalisateur,  avec Ben Affleck dans le rôle de Nick et Rosamund Pike dans le rôle d'Amy. New Regency et Fox ont accepté de cofinancer le film,. Le film est sorti le 3 octobre 2014 sous le nom de Gone Girl.